# 毛山鼠李
毛山鼠李（学名：Rhamnus wilsonii var. pilosa）为鼠李科鼠李属下的一个变种。